# Platytrigona keyensis
Platytrigona keyensis är en biart som först beskrevs av Heinrich Friese 1901.  Platytrigona keyensis ingår i släktet Platytrigona och familjen långtungebin. Inga underarter finns listade i Catalogue of Life.